# Чемпіонат Європи з легкої атлетики серед юніорів
Чемпіонат Європи з легкої атлетики серед юніорів — міжнародне змагання серед спортсменів до 20 років, що проводиться раз на 2 роки Європейською легкоатлетичною асоціацією. Традиційно проходить у другій половині липня. До участі допускаються спортсмени, яким у рік проведення чемпіонату виповнюється 19 років або менше. Вперше відбувся в 1970.

## Історія
Чемпіонат Європи серед юніорів — одне з найстаріших змагань в міжнародному легкоатлетичному календарі. Вперше ідея виявити найсильніших спортсменів Європи у віці до 20 років була реалізована ще в 1964. Тоді у Варшаві відбулися так звані неофіційні Європейські юніорські легкоатлетичні ігри, програма яких включала всі основні дисципліни легкої атлетики. Через 2 роки турнір під свій патронаж взяла Європейська легкоатлетична асоціація, і Ігри отримали офіційний статус. Нарешті, в 1970 у французькому Коломбі на їх основі був організований перший чемпіонат Європи серед юніорів.
Програма і формат змагань регулярно зазнавали різних зміни. Так, до 1989 вікові обмеження були різними для юніорів і юніорок. Перші виступали в категорії до 20 років, а другі — до 19 років. До початку 2000-х років учасники використовували в метаннях і бар'єрному бігу снаряди, ідентичні за своїми розмірами дорослим. Протягом 2000—2005, відповідно до вказівок ІААФ у дисциплінах юніорів були зменшені вага ядра і молота (з 7,26 до 6 кг), диска (з 2 до 1,75 кг) для метань, а також висота бар'єрів на дистанції 110 метрів (зі 106,7 до 99 см). Висота бар'єрів та вага снарядів у юніорок залишається аналогічною дорослим змаганням.
З моменту створення чемпіонату кожна країна могла виставити в один вид програми до 2 спортсменів. Починаючи з 2003, кількість можливих учасників однієї команди була збільшена до трьох.

## Формат
У змаганнях беруть участь легкоатлети, які представляють національні федерації, що входять до Європейської легкоатлетичної асоціації.
Програма чемпіонату включає 44 дисципліни легкої атлетики: біг на 100, 200, 400, 800, 1500, 3000 (юніорки), 5000, 10000 метрів (юніори), 100 метрів з бар'єрами (юніорки), 110 метрів з бар'єрами (юніори), 400 метрів з бар'єрами, 3000 метрів з перешкодами, естафетах 4×100 і 4×400 метрів, стрибку у висоту, з жердиною, в довжину, потрійному стрибку, штовханні ядра, метанні диска, молота, списа, ходьбі на 10000 метрів, семиборстві (юніорки), десятиборстві (юніори).
Право виступати мають тільки ті спортсмени, чий вік на 31 грудня року проведення турніру становитиме 19 років або менше.
Від однієї країни в кожному індивідуальному виді можуть вийти на старт до 3 спортсменів, які виконали в установлений період відповідний кваліфікаційний норматив. Країна також може виставити одного спортсмена в кожному індивідуальному вигляді без нормативу.
Країна може заявити по одній команді в кожній естафетній дисципліні. Допускається заміна в фіналі до 2 учасників команди від складу, який брав участь в попередньому забігу.

## Чемпіонати

Темно-зеленим кольором виділені країни, міста яких виступали принаймні один раз господарем юнірської першості Європи. Світло-зеленим кольором виділені країни, які на момент проведення чемпіонатів в своїх містах входили до складу вже неіснуючих СРСР та Югославії

|    | Рік  | Місто-господар | Дати               | Арена                                     |
| -- | ---- | -------------- | ------------------ | ----------------------------------------- |
| —  | 1964 | Варшава        | 18–20 вересня      | Стадіон Десятиліття                       |
| —  | 1966 | Одеса          | 24–25 вересня      | Чорноморець                               |
| —  | 1968 | Лейпциг        | 23–25 серпня       | Центральштадіон                           |
| 1  | 1970 | Париж          | 11–13 вересня      | Стад де Коломб                            |
| 2  | 1973 | Дуйсбург       | 24–26 серпня       | Ведауштадіон                              |
| 3  | 1975 | Афіни          | 22–24 серпня       | Георгіос Караїскакіс                      |
| 4  | 1977 | Донецьк        | 19–21 серпня       | Локомотив                                 |
| 5  | 1979 | Бидгощ         | 16–19 серпня       | Стадіон імені Здзіслава Кшишков'яка       |
| 6  | 1981 | Утрехт         | 20–23 серпня       | Овервехт                                  |
| 7  | 1983 | Швехат         | 25–28 серпня       | Рудольф Тонн                              |
| 8  | 1985 | Котбус         | 22–25 серпня       | Макс Райманн                              |
| 9  | 1987 | Бірмінгем      | 6–9 серпня         | Alexander Stadium                         |
| 10 | 1989 | Вараждин       | 24–27 серпня       | Слобода                                   |
| 11 | 1991 | Салоніки       | 8–11 серпня        | Кафтанзогліо                              |
| 12 | 1993 | Сан-Себастьян  | 29 липня– 1 серпня | Аноета                                    |
| 13 | 1995 | Ньїредьгаза    | 27–30 липня        | Міський стадіон                           |
| 14 | 1997 | Любляна        | 24–27 липня        | Бежиград                                  |
| 15 | 1999 | Рига           | 5–8 серпня         | Даугава                                   |
| 16 | 2001 | Гроссето       | 19–22 липня        | Олімпійський стадіон імені Карло Дзеккіні |
| 17 | 2003 | Тампере        | 23–27 липня        | Тампере                                   |
| 18 | 2005 | Каунас         | 21–24 липня        | Стадіон імені С. Дарюса та С. Ґіренаса    |
| 19 | 2007 | Генгело        | 19–22 липня        | Стадіон імені Фанні Бланкерс-Кун          |
| 20 | 2009 | Новий Сад      | 23–26 липня        | Караджордже                               |
| 21 | 2011 | Таллінн        | 21–24 липня        | Кадріорг                                  |
| 22 | 2013 | Рієті          | 18–21 липня        | Рауль Гвідобальді                         |
| 23 | 2015 | Ескільстуна    | 16–19 липня        | Екенгенс                                  |
| 24 | 2017 | Гроссето       | 20–23 липня        | Олімпійський стадіон імені Карло Дзеккіні |
| 25 | 2019 | Бурос          | 18–21 липня        | Риаваллен                                 |
| 26 | 2021 | Таллінн        | 15–18 липня        | Кадріорг                                  |
| 27 | 2023 | Єрусалим       | 7-10 серпня        | Стадіон Єврейського університету          |
| 28 | 2025 | Тампере        | 7-10 серпня        | Тампере                                   |
| 29 | 2027 | Бидгощ         |                    | Стадіон імені Здзіслава Кшишков'яка       |

## Медальний залік
- Інформація наведена за чемпіонати з 1970 по 2023 роки включно.

| Місце                | Країна                     | Золото | Срібло | Бронза | Загалом |
| -------------------- | -------------------------- | ------ | ------ | ------ | ------- |
| 1                    | НДР                        | 146    | 90     | 60     | 296     |
| 2                    | Велика Британія            | 135    | 100    | 121    | 356     |
| 3                    | Німеччина                  | 103    | 99     | 99     | 301     |
| 4                    | СРСР                       | 83     | 102    | 88     | 273     |
| 5                    | Росія                      | 80     | 77     | 61     | 218     |
| 6                    | Франція                    | 55     | 69     | 82     | 206     |
| 7                    | Польща                     | 53     | 60     | 63     | 176     |
| 8                    | Румунія                    | 37     | 41     | 31     | 109     |
| 9                    | Італія                     | 35     | 42     | 63     | 140     |
| 10                   | Іспанія                    | 32     | 26     | 48     | 106     |
| 11                   | ФРН                        | 31     | 47     | 42     | 120     |
| 12                   | Швеція                     | 29     | 22     | 24     | 75      |
| 13                   | Україна                    | 29     | 21     | 24     | 74      |
| 14                   | Фінляндія                  | 28     | 32     | 32     | 92      |
| 15                   | Нідерланди                 | 22     | 28     | 22     | 72      |
| 16                   | Туреччина                  | 17     | 18     | 15     | 50      |
| 17                   | Білорусь                   | 16     | 25     | 21     | 62      |
| 18                   | Угорщина                   | 16     | 23     | 22     | 61      |
| 19                   | Болгарія                   | 15     | 26     | 25     | 66      |
| 20                   | Бельгія                    | 15     | 15     | 17     | 47      |
| 21                   | Чехія                      | 14     | 14     | 16     | 44      |
| 22                   | Швейцарія                  | 13     | 14     | 12     | 39      |
| 23                   | Норвегія                   | 11     | 18     | 10     | 39      |
| 24                   | Чехословаччина             | 10     | 5      | 11     | 26      |
| 25                   | Ірландія                   | 9      | 8      | 7      | 24      |
| 26                   | Хорватія                   | 9      | 7      | 8      | 24      |
| 27                   | Греція                     | 8      | 11     | 12     | 31      |
| 28                   | Латвія                     | 8      | 8      | 8      | 24      |
| 29                   | Португалія                 | 7      | 8      | 7      | 22      |
| 30                   | Сербія                     | 6      | 6      | 2      | 14      |
| 31                   | Допущені нейтральні атлети | 6      | 3      | 3      | 12      |
| 32                   | Данія                      | 5      | 6      | 9      | 20      |
| 33                   | Естонія                    | 5      | 2      | 7      | 14      |
| 34                   | Австрія                    | 4      | 5      | 10     | 19      |
| 35                   | Азербайджан                | 4      | 4      | 1      | 9       |
| 36                   | Словенія                   | 3      | 6      | 2      | 11      |
| 37                   | Югославія                  | 2      | 8      | 7      | 17      |
| 38                   | Литва                      | 2      | 4      | 1      | 7       |
| 39                   | Кіпр                       | 2      | 2      | 1      | 5       |
| 40                   | Словаччина                 | 1      | 3      | 6      | 10      |
| 41                   | Ісландія                   | 1      | 1      | 2      | 4       |
| 42                   | Молдова                    | 1      | 1      | 1      | 3       |
| 43                   | Ізраїль                    | 1      | 0      | 1      | 2       |
| 44                   | Боснія і Герцеговина       | 1      | 0      | 0      | 1       |
| 44                   | Вірменія                   | 1      | 0      | 0      | 1       |
| 44                   | Косово                     | 1      | 0      | 0      | 1       |
| 47                   | Чорногорія                 | 0      | 2      | 1      | 3       |
| 48                   | Албанія                    | 0      | 2      | 0      | 2       |
| 49                   | Сербія та Чорногорія       | 0      | 1      | 1      | 2       |
| 50                   | Люксембург                 | 0      | 1      | 0      | 1       |
| Загалом (50 збірних) | Загалом (50 збірних)       | 1112   | 1113   | 1106   | 3331    |